# Џејмс Хатон
Џејмс Хатон (енгл. James Hutton; Единбург, 3. јун 1726. ст. календар (14. јун 1726. нови календар) – 26. март 1797) је био шкотски геолог, упамћен због формулисања униформитаризма и Плутонистичке школе мишљења. Сматра се оцем модерне геологије.

## Истраживање формација стена
Он је промовисао став: „садашњост је кључ прошлости (present is the key to the past)".
У Глен Тилту (Glen Tilt) у Карнигорм планинама (Cairngorm mountains) у Шкотском побрђу (Scottish Highlands), Хатон је приметио пробој гранита кроз метаморфне шкриљце, на начин који указује да је гранит у исто време био и топљен. Ова појава га је довела до закључка да је на том месту гранит формиран хлађењем растопљене стене, а не од пресипитације(precipitation) из воде као што су други тада мислили, и да је гранит млађи од шкриљца.
Друго значајно откриће је везано за истраживање седиментних стена. У Инчбонију, Џедбург (Inchbonny, Jedburgh), близу обале Беркшира, приметио је да постоји разлика у положају слојева, доњих готово вертикалних (као заротираних), и горњих хоризонталних слојева црвеног пешчара. Он је закључио да је морало постојати неколико циклуса, у којима је долазило до депозиције (седиментације) на дну мора, вертикалног издизања са тилтом и ерозијом, потом поновног плављења и нове седментације и да је тако могло бити много циклуса пре завршетка јако дуге историје стварања терена.

## Радови
- Investigation of the Principles of Knowledge 1794.
- Theory of the Earth 1795.
- Elements of Agriculture 1797.